# Gilera 500 4C
De Gilera 500 4C is een wegrace-motorfiets die in de jaren vijftig werd ingezet door het Italiaanse merk Gilera. Met deze motorfiets werd het Wereldkampioenschap wegrace in de 500cc-klasse gewonnen in 1950, 1952, 1953, 1954, 1955 en 1957.

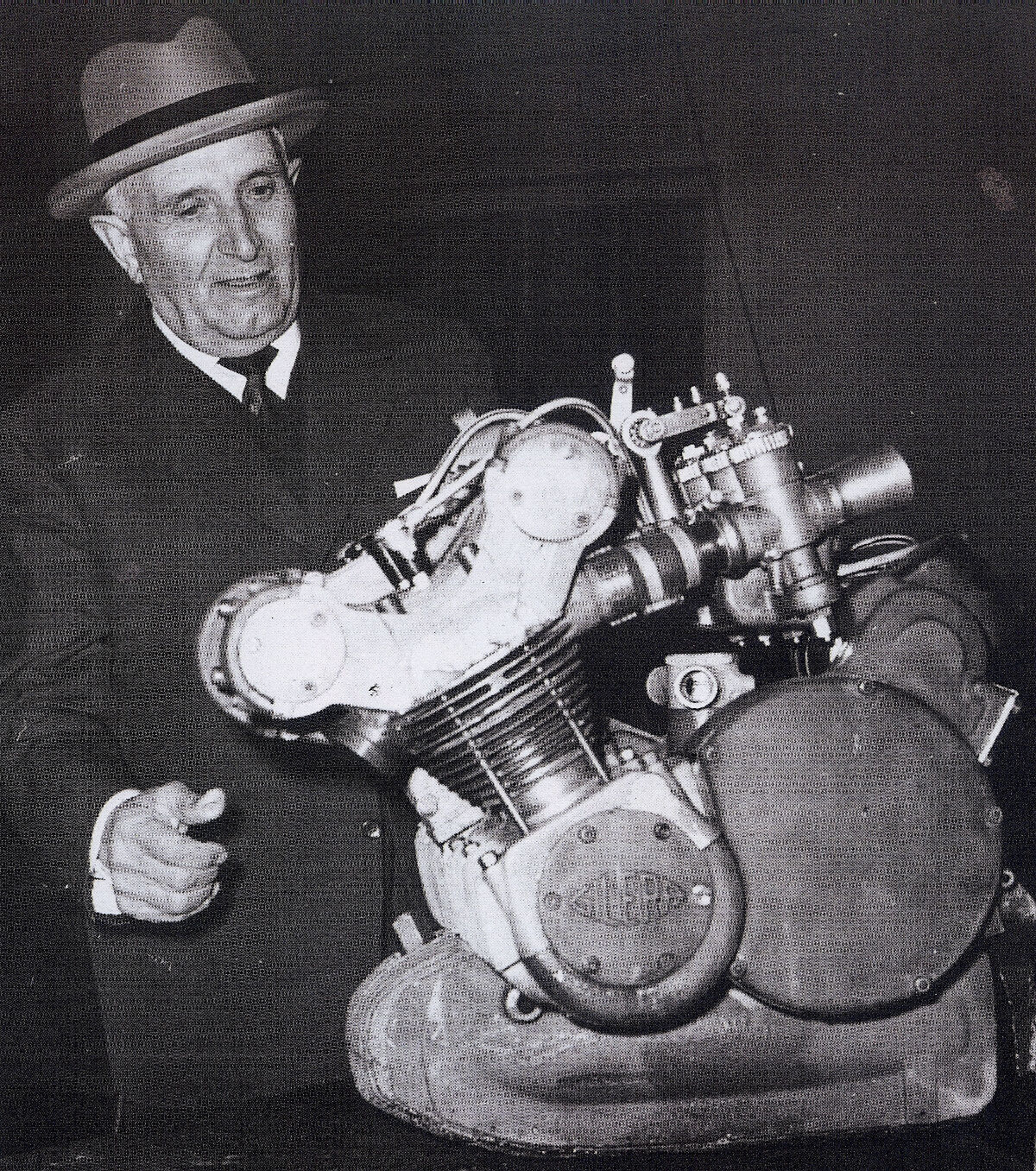
Giuseppe Gilera met de Gilera 500 4C-motor

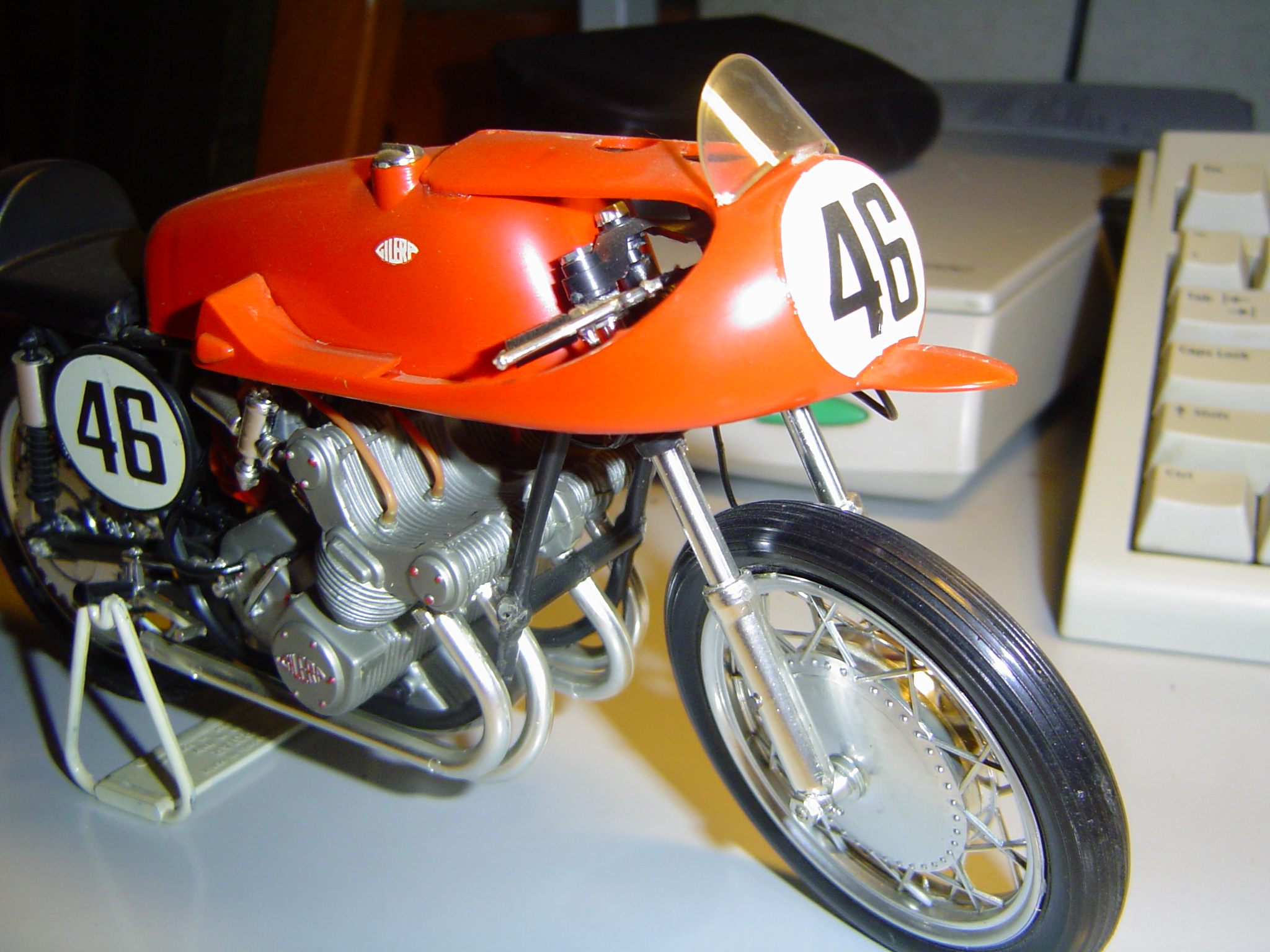
Schaalmodel van de 500 4C zoals hij door Geoff Duke in 1954 werd gebruikt

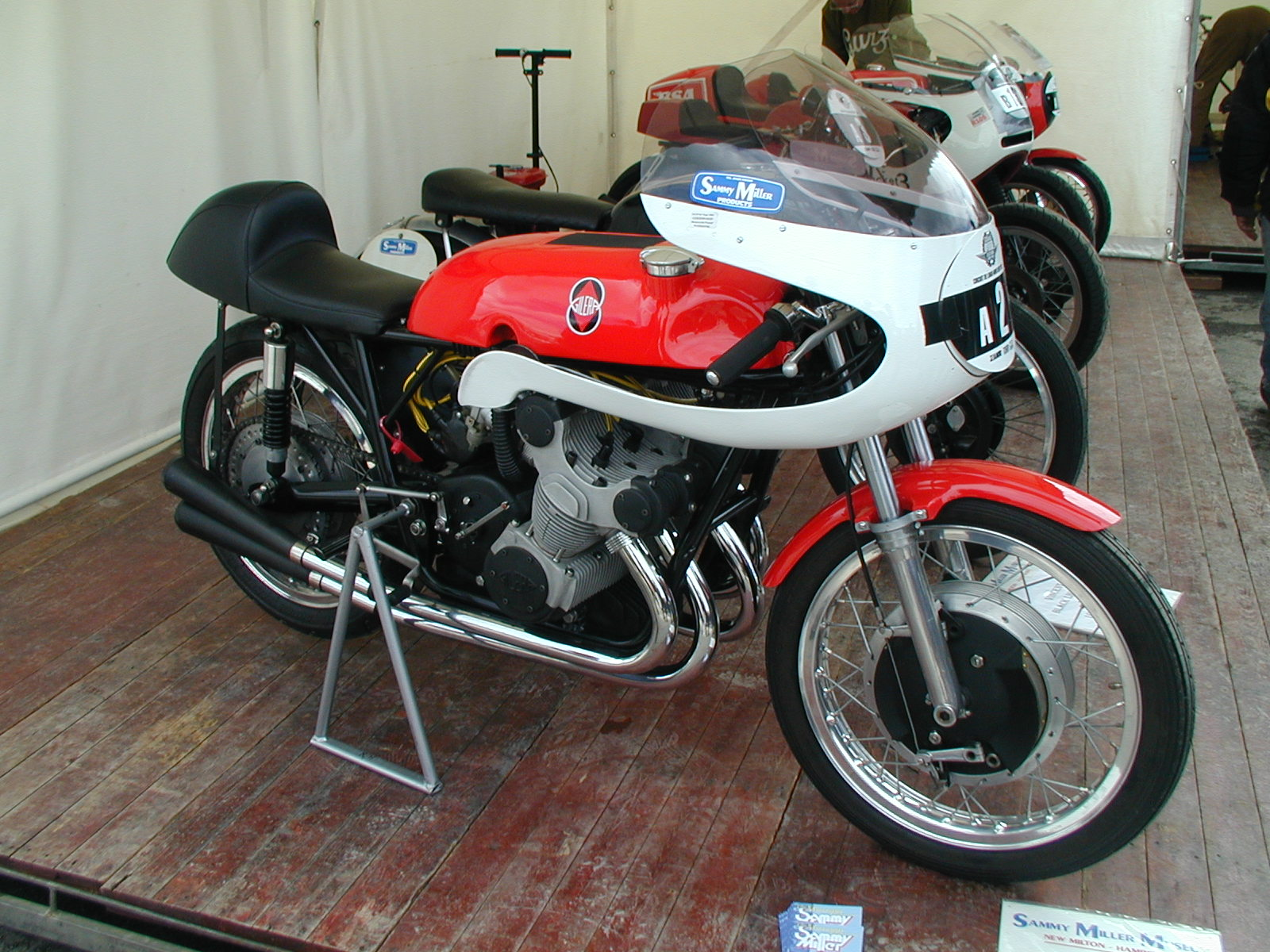
500 4C uit 1957

## Voorgeschiedenis
De oorsprong van de Gilera 500 4C(ilindri) lag eigenlijk al in 1923, toen Piero Remor en Carlo Gianini een dwarsgeplaatste, luchtgekoelde 500cc-viercilinder lijnmotor hadden gebouwd. Met steun van graaf Luigi Bonmartini werd een eigen bedrijf, GRB (Gianini, Remor, Bonmartini), opgericht. Onder de paraplu van de bedrijven van Bonmartini veranderde de merknaam enkele malen, tot het uiteindelijk "CNA" werd. Bonmartini verkocht CNA aan de vliegtuigbouwer Aero-Caproni in 1934. De CNA Rondine viercilinder was intussen doorontwikkeld door coureur/constructeur Piero Taruffi en was niet interessant voor Aero-Caproni. Taruffi wist de machine onder te brengen bij Giuseppe Gilera. Daardoor ging de racer vanaf 1934 tot aan het uitbreken van de Tweede Wereldoorlog als Gilera Rondine door het leven. Hij had intussen waterkoeling en een compressor gekregen. In 1940 bouwde Remor, die intussen bij Gilera in dienst was, een luchtgekoelde 250cc-versie van de Rondine, die door het uitbreken van de oorlog nooit meer ingezet zou worden. In 1946 verbood de FICM het gebruik van compressoren, waardoor Gilera gedwongen was de eencilinder Saturno Competizione als fabrieksracer in te zetten. Die was geen partij voor machines als de Moto Guzzi Bicilindrica 500, de Moto Guzzi Gambalunga, de Norton Manx of de AJS Porcupine.

## Gilera 500 4C

### 1946
In 1946 gaf Gilera Piero Remor opdracht een nieuwe racer te ontwikkelen. Piero Taruffi had het bedrijf verlaten om zich te richten op zijn carrière als autocoureur. Remor ging niet uit van de 500cc-Rondine, maar vergrootte zijn eigen 250cc-prototype uit 1940 tot 500 cc. 

### 1948
In 1947 begon de machine al vorm te krijgen en in 1948 werden de eerste tests gedaan door Carlo Bandirola en Massimo Masserini op de autoweg Milaan - Bergamo. Er ontstonden meteen grote problemen met de smering en er was veel tijd nodig om die op te lossen. In 1948 reed Nello Pagani er de eerste race mee in Cesena, maar hij stopte er voortijdig mee omdat de machine "onrijdbaar" was. Remor was daar niet gelukkig mee, maar het is een feit dat de machine in dat jaar nog geen potten kon breken. Zelfs het Italiaans kampioenschap was niet haalbaar, dat ging naar Bruno Bertacchini met de verouderde Guzzi Bicilindrica die eigenlijk uit 1933 stamde. Masserini leidde de TT van Assen, maar viel terug en viel uiteindelijk in de hevige regen. Pas de laatste race van het jaar, de Grand Prix des Nations, werd gewonnen door Masserini, vooral omdat Norton en AJS daar niet aan de start kwamen. Masserini beëindigde met deze race zijn carrière. Hoewel het voor iedereen duidelijk was dat het stuurgedrag van de machine beneden de maat was, weigerde Remor de machine te verbeteren. De ruzie met Pagani liep zo hoog op dat Remor hem verbood nog op de viercilinder te rijden en hem daardoor dwong alleen nog op de Gilera Saturno uit te komen. 

### 1949
Ook in 1949 bleek duidelijk dat het weggedrag van de Gilera niet goed was. De wereldtitel ging naar Les Graham met de AJS Porcupine, een machine die ongeveer 140 kg woog en slechts 45 pk leverde, terwijl de Gilera 124 kg woog en liefst 50 pk had. Na twee wedstrijden greep Giuseppe Gilera in en Pagani kreeg in Assen de viercilinder tot zijn beschikking, waarmee hij gemakkelijk won. Met de Grand Prix van Italië erbij had Gilera in het eerste wereldkampioenschapsjaar slechts twee overwinningen geboekt met een motorfiets die op papier de beste was. Aan het einde van het seizoen moest Piero Remor dan ook het veld ruimen, ook al omdat de meeste coureurs niet met hem konden werken. De aanvankelijke problemen om de smeerproblemen op te lossen en zijn weigering het slechte stuurgedrag te verbeteren of zelfs te erkennen dat het bestond waren niet langer acceptabel. Remor nam bij zijn vertrek Arciso Artesiani en chefmonteur Arturo Magni mee naar MV Agusta. Piero Taruffi kwam terug in dienst. Eigenlijk waren de ontwikkelingen van de Gilera's ook veel meer aan Taruffi en Giuseppe Gilera zelf te danken geweest. Ontwerper Franco Passoni werd gepromoveerd en samen verbeterden ze de Gilera aanmerkelijk.

### 1950
De coureurs voor 1950 waren Bandirola, Masetti en Pagani. Uitgerekend de jonge rijder Masetti won de wereldtitel door overwinningen in België, Assen, tweede plaatsen in Zwitserland en Grand Prix des Nations en een zesde plaats in de Ulster Grand Prix. De constructeurstitel, die in die tijd nog hoog aangeschreven stond, ging in dat jaar naar Norton.

### 1951
In 1951 werd het rijwielgedeelte verbeterd en in plaats van Bandirola werd Alfredo Milani aangetrokken. Norton had echter ook niet stilgezeten en met het nieuwe featherbed frame en Geoff Duke als coureur won het de wereldtitel en de constructeurstitel. Masetti won de GP van Spanje en Milani won de GP van Frankrijk en de Italiaanse GP. Ze werden tweede en derde in het kampioenschap. Het bijzondere talent van Geoff Duke werd in dat jaar al duidelijk; de tweede Norton coureur was Tommy Wood, die slechts gedeeld negende werd samen met Ken Kavanagh, eveneens op een Norton. 

### 1952
In 1952 won Masetti pas de derde race in Assen en daarna ook in België. Uiteindelijk werd hij wereldkampioen, maar de constructeurstitel ging weer naar Norton. Les Graham werd tweede met de MV Agusta, die via de overgestapte Piero Remor bijna exact dezelfde motor had als de Gilera. Het was toen al heel gebruikelijk dat Britse topcoureurs in Italiaanse dienst kwamen. Voor Italiaanse merken waren ze belangrijk omdat ze de Snaefell Mountain Course goed kenden. Op dit 60 km lange stratencircuit werd de Isle of Man TT verreden en dat was nog steeds de belangrijkste wedstrijd van het seizoen. Wilde een buitenlands merk in het Verenigd Koninkrijk motorfietsen verkopen, dan moest er op Man gepresteerd worden. Giuseppe Gilera was er geen voorstander van, maar Taruffi wist Cromie McCandless te contracteren voor de Ulster Grand Prix die hij ook won.

### 1953
Daardoor kon Taruffi Giuseppe Gilera overtuigen om ook Geoff Duke in 1953 naar Gilera te halen. Duke was fabrieksrijder bij Norton. Hij verdiende er als monteur en testrijder tien Pond per week, zijn prijzengeld en af ten toe een kleine bonus. Het veel hogere startgeld ging naar Norton Motors Ltd. Duke was dan ook niet erg tevreden en begin 1953 kon hij zich als autocoureur bij het Aston Martin team van David Brown voegen. Brown moest opbieden tegen Gilera en uiteindelijk ging Duke naar Italië. Norton verloor in 1953 ook Reg Armstrong en Dickie Dale aan Gilera. De Britse rijders voorzagen Passoni van belangrijke informatie om vooral het frame van de Gilera nog beter te maken. Gilera stuurde acht machines naar de Senior TT voor Duke, Dale, Armstrong en Milani, maar het werd een grote teleurstelling. De race werd overschaduwd door de dood van Les Graham die in de tweede ronde crashte bij Bray Hill. Duke brak het ronderecord en liep weg bij Ray Amm (Norton), maar in de derde ronde viel hij bij Quarterbridge waardoor zijn tank scheurde. Reg Armstrongs machine miste vermogen maar hij wist toch derde te worden achter Amm en Jack Brett, nadat hij in de laatste ronde ook nog zijn ketting opnieuw om de tandwielen moest leggen. Milani kon het allemaal niet bijhouden haalde de finish ook niet en Dickie Dale viel bij Hillberry Corner. Toch werd 1953 een goed seizoen voor Gilera: het won vijf van de acht wedstrijden en Geoff Duke werd wereldkampioen voor zijn teamgenoten Armstrong en Milani. Toch kon Gilera niet op haar lauweren rusten. Op bochtige circuits waren de Nortons nog steeds moeilijk te verslaan en na het vertrek van Remor bij MV Agusta had Arturo Magni ook die machine flink verbeterd. Moto Guzzi had intussen ook een gevaarlijk wapen, de Quattro Cilindri met brandstofinjectie.

### 1954
Daarom ging Passoni opnieuw aan de slag. Hij verbeterde de Gilera door met advies van Geoff Duke de motor 7,5 cm lager in het frame te hangen, maar ook de motor werd sterker. Er was al gereden met stuurkuipjes, maar in 1954 kwam de machine met een tophalfkuip op de baan. Duke testte de machine op het hogesnelheidscircuit Autodrome de Linas-Montlhéry en versloeg er in de BMCRC Championship Race op Silverstone Ray Amm met de Norton Manx en Derek Farrant met de AJS Porcupine mee. Duke en Armstrong vochten met hun Gileras een hevige strijd uit tijdens de North West 200, waar Armstrong lang aan de leiding reed maar gepasseerd werd bij een tankstop. Duke viel echter uit met een defect kleppenmechanisme waardoor Armstrong alsnog won. Eind mei won Pierre Monneret met Gilera de openings Grand Prix in Frankrijk vóór Alfredo Milani. Naar de Senior TT werden alleen Duke en Armstrong afgevaardigd, maar zij moesten de overwinning aan Ray Amm laten. De race werd vanwege de regen na vier ronden gestopt. Duke had toen al getankt en de organiserende Auto-Cycle Union kreeg van Gilera het verwijt dat men bij Norton wist dat de race gestopt zou worden waardoor Ray Amm zijn tankstop had uitgesteld. Een onzinnige reactie, want Amm was in alle ronden veel sneller dan de Gilera coureurs. De TT was al een half uur uitgesteld en uiteindelijk gestopt vanwege het slechte weer, maar de Ulster Grand Prix werd helemaal afgelast door de slechte omstandigheden op het Dundrod Circuit. Daarna ging het beter: Geoff Duke won vijf GP's op rij en al vóór de laatste Grand Prix, die van Spanje, stonden alle wereldtitels vast. Tot woede van de Spaanse organisatie verschenen AJS, BMW, DKW, Gilera, Norton en NSU niet eens aan de start en Dickie Dale kon de race winnen met zijn MV Agusta. In Monza experimenteerde Geoff Duke voor het eerst met de enorme druppelstroomlijn.

### 1955
In 1955 haakte Norton af. Het nam als fabriek niet meer deel aan het wereldkampioenschap en concentreerde zich op de Isle of Man TT. Ray Amm vertrok naar MV Agusta, maar verongelukte al bij zijn eerste race in Imola. Freelancer Umberto Masetti ging ook naar MV Agusta en Duke en Armstrong werden in dat jaar bijgestaan door Libero Liberati. Duke won opnieuw de Championship race in Silverstone, ditmaal op de hielen gezeten door John Surtees met de Norton Manx. Reg Armstrong won in Spanje, waar Duke na zes ronden uitviel. In Frankrijk besloot Taruffi dat er opnieuw getest moest worden met de druppelstroomlijn, maar de coureurs schenen niet van het nut ervan overtuigd te zijn. De kuip maakte de machines wel sneller door een lagere luchtweerstand, maar ook minder handelbaar door haar gewicht. De Senior TT moest het zonder de fabrieksrijders van Norton stellen en door het mooie weer konden Duke en Armstrong nieuwe ronderecords rijden. Aanvankelijk werd zelfs gezegd dat Duke een "Ton" (100 mijl per uur) gereden had, maar snelheid werd gecorrigeerd naar 99,97 mph. Dit bracht ook grote protesten onder het publiek teweeg en de discussie over de correctie duurde maanden. Het hele 60 km lange circuit werd zelfs nagemeten. Dat hielp niet echt, want het bleek zelfs iets korter te zijn dan de officiële 60.753 meter. De GP van Duitsland op de Nürburgring werd ook door Duke gewonnen. In Francorchamps viel hij uit, maar de privérijders Giuseppe Colnago, Pierre Monneret en René Martin redden de eer van Gilera door eerste, tweede en derde te worden.

#### Assen 1955
In 1955 zou het nieuwe Circuit van Drenthe feestelijk in gebruik genomen worden. De Nederlandse rijder Drikus Veer kreeg van Gilera een fabrieksracer waarmee hij vierde werd. Het feest werd echter verstoord doordat de privérijders protesteerden tegen de slechte condities en hun startgeld. In de 350cc-klasse reden ze na één ronde het rennerskwartier in, waardoor de race alleen door de fabrieksrijders en enkele Nederlandse coureurs werd voltooid. Om iets dergelijks in de 500cc-klasse te voorkomen (en daarmee ook de woede van de toeschouwers) ging de organisatie nog vóór de start in op de eisen van de coureurs. Duke en Armstrong namen niet deel aan de demonstraties, maar bemiddelden voor de privécoureurs bij de organisatie. Het seizoen verliep verder normaal en in het najaar, toen Piero Taruffi Gilera weer verliet en werd opgevolgd door de zoon van de oprichter, Ferruccio Gilera, leken de voorbereidingen naar een nieuw succesvol seizoen in 1956 te leiden. Taruffi verliet het bedrijf in goede verstandhouding, maar de komst van Ferrucio Gilera werd ook met vreugde tegemoet gezien. Hij was al verantwoordelijk geweest voor de 125cc-tweecilinder uit 1955 en hij was bijzonder populair bij het personeel en het raceteam dat hij ging leiden. Passoni maakte het frame van de 500cc-racer nog stijver, waardoor er van matig sturen helemaal geen sprake meer kon zijn. Groot was dan ook de verrassing toen in november het besluit van de FIM kwam dat 14 coureurs, waaronder Milani, Colnago, Duke en Armstrong, waren geschorst voor de eerste helft van het volgende seizoen. Drie andere Italiaanse coureurs werden voor vier maanden geschorst. De “misdaad” van Armstrong en Duke was dat ze bij de TT-organisatie voor de privérijders hadden gepleit. De KNMV had daarvoor wraak genomen door de zaak aanhangig te maken bij de FIM die tot een besluit kwam dat door weinigen werd begrepen. 

### 1956
Het seizoen 1956 was eigenlijk al in november 1955 afgelopen. Gilera was bijna rond met John Surtees voor het seizoen 1956, maar toen MV Agusta de titel door toedoen van de KNMV en de FIM op een presenteerblaadje kreeg aangeboden ging ook Surtees naar dat team. Omdat niet alleen de fabrieksrijders, maar ook semi-fabriekscoureurs Milani en Colnago geschorst waren, nam Gilera niet eens de moeite om naar de eerste twee GP's af te reizen. Surtees won de eerste drie wedstrijden. België was de eerste Grand Prix waar Gilera aan de start kwam en Geoff Duke reed aan de leiding tot twee ronden voor het einde toen een zuiger brak. Hij reed wel de snelste ronde. De Grand Prix van Duitsland werd gewonnen door Reg Armstrong nadat Geoff Duke opnieuw was uitgevallen. John Surtees brak hier zijn arm tijdens de 350cc-race. De Ulster Grand Prix werd gewonnen door John Hartle met de Norton Manx nadat Geoff Duke hard gevallen was en Armstrong met een verbrande koppeling uitviel. De Grand Prix des Nations was een pure demonstratie van macht met Gilera's op de eerste vier plaatsen. Maar het was ook een demonstratie van de macht van Geoff Duke. Die was getergd omdat Libero Liberati tijdens deze laatste race, die op Monza werd verreden, de machine had gekregen die tijdens de trainingen duidelijk sneller was gebleken dan de andere drie. Duke toonde aan dat de betere coureur ook met minder goed materiaal kon winnen. Hij won zelfs met een ruime voorsprong op Liberati, Monneret en Armstrong. Op 9 oktober 1956 overleed Ferruccio Gilera op 26-jarige leeftijd tijdens een bezoek aan de Gilera-vestiging in Argentinië. Giuseppe Gilera was toen al bijna 70 jaar oud en had de race-afdeling al aan Ferruccio overgedragen, met de bedoeling spoedig de leiding van het bedrijf helemaal in zijn handen te leggen. Volgens Geoff Duke was de dood van Ferruccio een enorme klap voor Giuseppe en het hele bedrijf. Ook de motivatie om de racemachines door te ontwikkelen werd erdoor verminderd. Roberto Persi werd de nieuwe manager van het raceteam.

### 1957
Toch zag het er aan het begin van 1957 goed uit voor Gilera. 1956 Was immers afgesloten met uitsluitend overwinningen en het team had zich versterkt met Bob McIntyre. De eerste wedstrijd  was een onbelangrijke internationale race in Imola. Duke viel hier in de 350cc-race maar kon nog in de 500cc-klasse starten. Daar viel hij echter zo hard dat hij gewond raakte aan zijn oog en de verwondingen die hij in 1956 in Ulster had opgelopen werden verergerd. McIntyre viel in deze wedstrijd uit met ontstekingsproblemen. Men hoopte dat Geoff Duke fit zou zijn voor de belangrijkste wedstrijd van 1957: de Isle of Man TT. Die vierde haar gouden jubileum en de Senior TT zou over acht ronden (bijna 500 km) gereden worden. De verwachtingen waren hoog gespannen: Het zou een gevecht worden tussen Gilera en MV Agusta en iedereen verwachtte de eerste "ton". De openingsrace van het seizoen was de Grand Prix van Duitsland, die door Gilera overtuigend gewonnen werd met Liberati eerste en McIntyre tweede. Walter Zeller werd met een BMW derde. Toen kwam de Senior TT. Duke was nog helemaal niet genezen en op advies van Bob McIntyre werd de Australiër Bob Brown ingehuurd. Het weer op Man was perfect en al in de openingsronde, met staande start, haalde McIntyre een gemiddelde snelheid van 99,99 mph. Hij had toen al 39 seconden voorsprong op Surtees met de MV Agusta. Uiteindelijk reed McIntyre een ronde van 101,12 mph, terwijl Surtees niet verder kwam dan 99 mph., 26 seconden langzamer. McIntyre won de race vóór Surtees en Bob Brown. In Assen moest McIntyre een bougie wisselen waardoor hij achter Surtees terechtkwam. In zijn inhaalrace viel hij en Surtees won vóór Liberati en Zeller. In België nam Roberto Persi een chauvinistische beslissing die slecht uitpakte. De motor van Liberati wilde niet starten en hij overlegde met de raceleiding om Liberati met de motor van Brown te laten starten. Met die motor én het startnummer van Brown won Liberati, maar na protesten van MV Agusta en Norton werd hij alsnog gediskwalificeerd. Brown kon uiteraard niet rijden, maar McIntyre ook niet omdat hij nog last had van een nekblessure na zijn val in Assen. Jack Brett (Norton) werd tot winnaar verklaard. In Ulster won Liberati vóór McIntyre en de herstelde Geoff Duke nadat Surtees was uitgevallen. In de laatste race op Monza verving Alfredo Milani de zieke Bob McIntyre. Liberati won opnieuw, Duke werd tweede en Milani derde. Het was opnieuw een demonstratierace voor Gilera en Surtees moest genoegen nemen met de vierde plaats. Gilera won de constructeurstitel en Liberati werd wereldkampioen. In de laatste jaren had Gilera weinig tegenstand gehad, met uitzondering van de KNMV en de FIM die MV Agusta in 1956 aan de titel hielpen. MV Agusta had slechts één rijder, John Surtees, die tegenstand kon bieden. Gilera begon na het seizoen 1957 dan ook meteen aan de ontwikkeling van de machines voor 1958. Passoni ontwierp een nieuwe cilinderkop voor de viercilinders. In september verklaarden vier Italiaanse merken (Gilera, Mondial, Moto Guzzi en MV Agusta) dat ze zich onmiddellijk zouden terugtrekken uit de wegrace. De kosten waren intussen enorm en werden niet gestaafd door de verkopen. Gilera stond aan de rand van een faillissement. De motorfietshandel was ingestort en de technische ontwikkelingen konden niet worden doorgevoerd in seriemodellen, want die zouden met vier cilinders en brandstofinjectie veel te duur worden. 

### Scuderia Duke
In 1960 was Geoff Duke ervan overtuigd dat de "oude" Gilera uit 1957 zich nog steeds kon meten met de MV Agusta. MV had immers ook op zijn lauweren kunnen rusten want het was zonder behoorlijke concurrentie vrijwel ongenaakbaar geweest in 1958 en 1959. In beide jaren had John Surtees alle WK-wedstrijden gewonnen waarin hij startte. Duke had in 1958 vier wedstrijden met een BMW en drie met een Norton gereden en was toch nog derde in het WK geworden. In 1959 werd hij met Norton vierde. Het was dan ook logisch dat hij terugverlangde naar zijn Gilera-tijd. Hij drong er bij Giuseppe Gilera op aan een machine ter beschikking van Bob McIntyre te stellen, maar dat ging niet door. Eind 1962 stuurde de fabriek echter een machine naar Engeland voor tests door Derek Minter en John Hartle. Duke zorgde voor sponsoring door Castrol en Avon Rubber. Het team nam wel veel hooi op haar vork: zowel de 350cc-Gilera (alleen gebruikt in 1957 en nauwelijks raceklaar) als de 500cc-Gilera werden ingezet. Daardoor moesten de technische mensen veel te veel werk verzetten om de machines op het juiste niveau te brengen. Toch verliep de eerste test op Monza naar tevredenheid, hoewel Minter een van de vier 500cc-machines afschreef toen hij viel door een gebroken voorvork. Minter won wedstrijden in Silverstone, Brands Hatch en Oulton Park en in Imola werden Minter en Hartle eerste en tweede en versloegen ze de nieuwe ster van MV Agusta, Mike Hailwood. In mei racete Minter met een Norton op Brands Hatch. Hij crashte met Dave Downer op een 650cc-Dunstall Norton Domiracer. Downer overleed hierbij en Minter kwam in het ziekenhuis terecht. Hij werd bij "Scuderia Duke" vervangen door Phil Read. Die werd met de 350cc-Gilera derde in Hockenheim en Hartle werd tweede in de Junior TT. In de Junior TT eindigde hij zijn race op drie cilinders nadat Read al was uitgevallen met een opgeblazen motor. Het team besloot zich op de 500cc-Gilera te concentreren en de 350cc-machines terug te sturen naar Italië. In de Senior TT werd Hartle tweede achter Hailwood, maar het verschil tussen beide was niet erg groot. De Senior was de openingsrace van het wereldkampioenschap. Tijdens de TT van Assen ging de MV Agusta kapot en Hartle en Read werden eerste en tweede met hun Gilera's. In Francorchamps werd Read tweede achter Hailwood. Intussen won Derek Minter, nog herstellende van zijn rugblessure, een wedstrijd in Oulton Park. Het wereldkampioenschap ging verder met de Ulster Grand Prix, waar Hailwood met de MV Agusta superieur was. Hartle en Minter werden tweede en derde, maar de snelste Gilera was bijna 9 km/h langzamer dan de MV Agusta. Read crashte in deze wedstrijd waarbij een tweede machine werd afgeschreven. Tijdens de Grand Prix van de DDR op de Sachsenring werd Minter tweede achter Hailwood, maar Hartle viel en de derde machine was total loss. De laatste machine werd naar de GP van Finland gestuurd en zou gereden worden door Hartle, maar problemen met de versnellingsbak zorgden voor een teleurstelling. Ondanks alles wilden zowel Duke als de Gilera fabriek een goed resultaat boeken in de laatste grand prix, de thuisrace in Monza. Een van de kapotte motorfietsen werd opgeknapt zodat er weer met twee machines gestart kon worden. Hartle crashte echter in de trainingen met de herstelde machine. Haastwerk bij de reparatie en de preparatie zorgde voor te trage en onbetrouwbare motorfietsen in de race. Ze vielen uit door olielekkages en kapotte versnellingsbakken. De directie van Gilera, teleurgesteld en vernederd, wees alle verzoeken om het experiment in 1964 voort te zetten van de hand, waardoor er al na één jaar een einde kwam aan Scuderia Duke. Het was het enige team geweest dat ondanks haar minimale budget toch nog enige tegenstand had kunnen bieden aan de MV Agusta van Mike Hailwood. John Hartle eindigde als derde in het 500cc-kampioenschap, Phil Read als vierde en Derek Minter als zevende.
Toch was dit nog niet het einde van de races met de Gilera 500 4C. Hoewel Gilera financieel aan de grond zat en er nauwelijks nog motorfietsen verkocht werden, werden de 500cc-racers in 1964 en 1966 soms nog uitgeleend aan coureurs. Benedicto Caldarella, Silvio Grassetti, Remo Venturi en Derek Minter reden er soms nog wedstrijden mee. De laatste wedstrijd van de Gilera 500 4C was de Senior TT van 1966. Minter financierde zelf de overtocht van de machine en monteur Luigi Colombo naar het eiland Man. Lino Tonti had enkele jaren voor Gilera gewerkt en hij had de machine voorzien van een zevenversnellingsbak. Minter trainde ermee op Man, maar de machine stuurde niet goed. Minter dacht dat hij dat had kunnen verhelpen met betere schokdempers, maar zover kwam het niet. Bij Brandish Corner viel hij waarbij hij zijn pols brak.

### Motor
Hoewel gebaseerd op de 250cc-racer, had de 500 4C dezelfde cilindermaten als de Rondine: een boring van 52 mm en een slag van 58 mm. De cilinders helden 30° voorover. Er waren slechts twee 28 mm Weber-carburateurs aangebracht. De machine had vier uitlaatpijpen. Het carter was uit één stuk gegoten en aan de onderkant voorzien van een grote oliepan voor de wet-sumpsmering. De dubbele bovenliggende nokkenassen werden aangedreven door een tandwieltrein tussen de eerste en de tweede cilinder. Nadat Piero Taruffi en Franco Passoni de machine in de winter van 1949-1950 verbeterden waren er vier 30mm-carburateurs gemonteerd en de cilinderkoppen waren nieuw ontworpen. In de winter van 1953-1954 verbeterde Passoni de cilinderkoppen opnieuw: hij wijzigde de hoek van de kleppen. De machine leverde in 1954 al 64 pk bij 10.500 tpm. In 1957 kreeg de machine megafoonuitlaten en was het vermogen al gestegen tot 70 pk bij 11.000 tpm.

### Aandrijving
De aandrijving verliep via een meervoudige natte platenkoppeling, een vierversnellingsbak en een ketting naar het achterwiel. In 1954 werd een vijfversnellingsbak ingebouwd. De korte samenwerking tussen Gilera en Lino Tonti van 1964 tot 1967 leverde een zevenversnellingsbak op, waarmee alleen werd getraind tijdens de Isle of Man TT van 1966. 

### Rijwielgedeelte
Aanvankelijk had de machine een combinatie van buizen en plaatwerk, waarmee een dubbel wiegframe was opgebouwd. Het plaatwerk aan de achterkant was nodig voor de bevestiging van het bijzondere cantilever veersysteem dat nog van de Rondine stamde en dat ook op de Saturno was gebruikt. Daarbij lagen de veren horizontaal onder het zadel en waren naast het achterwiel twee frictiedempers geplaatst. Aan de voorkant was nog een plaatstalen parallellogramvork gemonteerd. In 1950 kreeg de machine een volle naaf trommelrem aan de voorkant en in 1951 kwam er een nieuw volledig buisframe met twee hydraulische schokdempers naast het achterwiel en een telescoopvork. In 1954 werd het frame lager en smaller en het voorwiel kreeg een gekoelde volle naaf duplexrem. Aan het einde van dat jaar werd voor het eerst geëxperimenteerd met een druppelstroomlijn. In 1955 werd de koeling van de voorrem verbeterd. Toen Gilera er in de winter van 1955-1956 nog van uitging dat het aanstaande seizoen ook gewonnen kon worden, werd de druppelstroomlijn geperfectioneerd.

## Technische gegevens
| Periode              | 1949-1966 |          |          |
| Categorie            | fabrieksracer |          |          |
| Motortype            | kopklepmotor met dubbele bovenliggende nokkenassen                                                                    |          |          |
| Bouwwijze            | langsgeplaatste viercilinderlijnmotor                                                                                 |          |          |
| Boring               | 52 mm | 52 mm    | 52 mm    |
| Slag                 | 58 mm | 58 mm    | 58 mm    |
| Cilinderinhoud       | 492,7 cc | 492,7 cc | 492,7 cc |
| Brandstofvoorziening | 1948: 2 × Weber 28mm-carburateur 1950: 4 × Weber 30mm-carburateur                                                     |          |          |
| Max. Vermogen        | 1948: 48 pk 1949: 50 pk bij 8.500 tpm 1950: 52 pk bij 9.000 tpm 1954: 64 pk bij 10.500 tpm 1957: 70 pk bij 11.000 tpm |          |          |
| Koppeling            | meervoudige natte platenkoppeling                                                                                     |          |          |
| Versnellingen        | 4 voetgeschakeld vanaf 1954: 5 voetgeschakeld in 1966: 7 voetgeschakeld                                               |          |          |
| Eindaandrijving      | ketting |          |          |
| Rijwielgedeelte      | dubbel wiegframe, gecombineerd buis- en plaatframe vanaf 1951: dubbel wiegframe, buisframe                            |          |          |
| Voorvork             | plaatstalen parallellogramvork vanaf 1951 telescoopvork                                                               |          |          |
| Achterbrug           | 1948: Swingarm met cantilever veren en frictiedempers. 1951: Swingarm met twee hydraulische veer/demperelementen.     |          |          |
| gewicht              | 1948: 124 kg |          |          |
| Voorganger           | Gilera Rondine, Gilera Saturno                                                                                        |          |          |
| Opvolger             | geen |          |          |